# Costa-ricanische Fußballnationalmannschaft der Frauen
Die costa-ricanische Fußballnationalmannschaft der Frauen repräsentiert Costa Rica im internationalen Frauenfußball. Die Nationalmannschaft ist dem Fußballverband von Costa Rica unterstellt und wird von Garabet Avedissian trainiert. Die Auswahl nahm an sechs bisher ausgetragenen Nordamerikameisterschaften teil, wobei der zweite Platz 2014, der bisher größte Erfolg war. An einer Weltmeisterschaft bzw. an den Olympischen Spielen hat die Auswahl von Costa Rica bisher noch nicht teilgenommen, konnte sich durch den zweiten Platz 2014 aber erstmals für die WM in Kanada 2015 qualifizieren.
Im März 2022 erreichte die Mannschaft mit Platz 31 die bisher beste Platzierung in der FIFA-Weltrangliste. Nach den USA, Kanada und Mexiko ist sie die viertstärkste Mannschaft der CONCACAF.

## Turnierbilanz

### Weltmeisterschaft
| - 1991: nicht qualifiziert - 1995: nicht teilgenommen - 1999: nicht qualifiziert - 2003: nicht qualifiziert - 2007: nicht qualifiziert | - 2011: nicht qualifiziert - 2015: Vorrunde - 2019: nicht qualifiziert - 2023: qualifiziert - 2023: Vorrunde |

### Nordamerikameisterschaft
| - 1991: Vorrunde - 1993: nicht qualifiziert - 1994: nicht qualifiziert - 1998: Dritter - 2000: Vorrunde - 2002: Vierter | - 2006: nicht qualifiziert - 2010: Vierter - 2014: Zweiter - 2018: Vorrunde - 2022: Vierter |

### CONCACAF W Gold Cup
- 2024: Viertelfinale

### Olympische Spiele
| - 1996: nicht qualifiziert - 2000: nicht qualifiziert - 2004: nicht qualifiziert - 2008: nicht qualifiziert | - 2012: nicht qualifiziert - 2016: nicht qualifiziert - 2020: nicht qualifiziert - 2024: nicht qualifiziert |

### Panamerikanische Spiele
Die costa-ricanische Mannschaft nahm dreimal an dem seit 1999 ausgetragenen Frauen-Fußballturnier der Panamerikanischen Spiele teil.
| - 1999: Dritter - 2003: Vorrunde - 2007: nicht teilgenommen | - 2011: Vorrunde - 2015: Vorrunde - 2019: Dritter |

## Kader
Siehe Fußball-Weltmeisterschaft der Frauen 2023/Costa Rica